# 여성향 게임의 파멸 플래그밖에 없는 악역 영애로 환생해버렸다…
여성향 게임의 파멸 플래그밖에 없는 악역 영애로 환생해버렸다…(일본어: 乙女ゲームの破滅フラグしかない悪役令嬢に転生してしまった… Otome Game no Hametsu Flag shika Nai Akuyaku Reijou ni Tensei shiteshimatta ...[*])는 일본의 라이트노벨로 국내에서도 유행하는 소설 장르 중 하나인 환생물, 그 중에서도 게임 환생, 악역영애 환생물로 인기를 끌고 있다. 그 인기에 힘입어 2017년엔 코믹스, 2020년에는 애니메이션으로도 진출하였다. 약칭은 일본어판 제목을 줄인 하메후라로 통용된다.
카타리나 클라에스는 머리를 부딪친 충격으로 여고생이었던 전생의 기억을 되찾고 자신이 푹 빠져 있었던 여성향 게임의 등장인물 중 하나인 제멋대로에 오만한 악역 영애로 환생했다는 것을 알게 된다. 해피면 '국외 추방' 배드면 '사망' 하는 '파멸 플래그'를 회피하기 위해 카타리나는 행동을 개시하는데.

## 등장 인물
카타리나 클라에스 (일본어: カタリナ･クラエス)
성우 - 우치다 마아야
디올드 스티아트 (일본어: ジオルド･スティアート)
성우 - 아오이 쇼타 (어린시절：세토 아사미)
앨런 스티아트 (일본어: アラン･スティアート)
성우 - 스즈키 타츠히사 (어린시절：타무라 무츠미)
키스 클라에스 (일본어: キース･クラエス)
성우 - 카키하라 테츠야 (어린시절：아마미야 소라)
니콜 아스카르트 (일본어: ニコル･アスカルト)
성우 - 마츠오카 요시츠구 (어린시절：M·A·O)

## 소설
1. ISBN 9791165010331
2. ISBN 9791165010348
3. ISBN 9791165010355
4. ISBN 9791165014896
5. ISBN 9791165014902
6. ISBN 9791165017477
7. ISBN 9791136703385

## 애니메이션
2020년 4월 일본의 실버링크에서 애니메이션으로 제작, 애니플러스에서 동시간대 방영을 하고 있다.

### 방영 목록
| # | 제목                             | 방영일           |
| --- | -------------------------------- | ---------------- |
| 1 | 전생의 기억을 떠올리고 말았다... | 2020-04-07 00:00 |
| 카타리나 클라에스는 머리를 부딪친 충격으로 여고생이었던 전생의 기억을 되찾고 자신이 푹 빠져 있었던 여성향 게임의 등장인물 중 하나인 제멋대로에 오만한 악역 영애로 환생했다는 것을 알게 된다. 해피면 '국외 추방' 배드면 '사망' 하는 '파멸 플래그'를 회피하기 위해 카타리나는 행동을 개시하는데.             |                                  |                  |
| 2 | 왕자에게 도전받고 말았다…        | 2020-04-14 00:00 |
| '파멸 플래그'를 회피하기 위해 악전고투하던 카타리나는 어느 날 초대받아서 가게 된 다과회에서 후작 영애 메리 헌트를 만난다. 밭에 대한 이야기를 하다가 식물을 돌보는 것이 특기인 메리와 친해진 카타리나는 갑자기 찾아온 메리의 약혼자인 제4왕자 앨런 스티아트에게서 도전을 받게 되는데.                       |                                  |                  |
| 3 | 아름다운 남매와 만나고 말았다... | 2020-04-21 00:00 |
| 로맨스 소설에 푹 빠져있던 카타리나에게 디올드와 앨런이 주최하는 왕궁에서 열리는 다과회의 초대장이 도착한다. '로맨스 소설 친구를 찾아내겠어!'라며 의욕을 불태우던 카타리나는 아름답지만 그 외모 때문에 '저주받은 아이'라고 괴롭힘당하는 소피아와 남녀노소를 가리지 않고 매혹하는 오빠 니콜과 만나게 되는데. |                                  |                  |

### 주제가

#### 여는 곡
소녀의 루트는 하나가 아니야! (일본어: 乙女のルートはひとつじゃない！)
가수 - angela

#### 닫는 곡
BAD END
가수 - 아오이 쇼타